# زافير هادشيمانوف
زافير هادشيمانوف (بالمقدونية: Зафир Хаџиманов؛ 25 ديسمبر 1943 - 27 مارس 2021) كان مغنيًا وملحنًا وممثلًا مقدونيًا قضى معظم حياته في بلغراد.

## السيرة الشخصية
كان متزوجا من المغنية والممثلة سينكا فيلتانليتش، وأنجب منها ابن هو فاسيل هادشيمانوف، وهو موسيقي جاز معروف على نطاق واسع. توفي زافير في 27 مارس 2021 عن عمر يناهز 77 عامًا بسبب المضاعفات الناجمة عن عدوى كوفيد 19.